# Strahinja Jovančević
Strahinja Jovančević (serb. Страхиња Јованчевић; ur. 28 lutego 1993) – serbski lekkoatleta, skoczek w dal.
Odpadł w kwalifikacjach skoku w dal na halowych mistrzostwach Europy w 2017 w Belgradzie. Zdobył brązowy medal w tej konkurencji na halowych mistrzostwach Europy w 2019, przegrywając jedynie z Miltiadisem Tendoglu z Grecji i Thobiasem Nilssonem Montlerem ze Szwecji.
Zdobył wiele medali na mistrzostwach krajów bałkańskich: złoty w skoku w dal w 2016 w Pitești, srebrne w sztafecie 4 × 100 metrów w 2014 w Pitești oraz w skoku w dal w 2017 w Novim Pazarze i w 2018 w Starej Zagorze, a także brązowy w sztafecie 4 × 100 metrów w 2016 w Pitești. Był również wicemistrzem halowych mistrzostw krajów bałkańskich w 2014 w Stambule i brązowym medalistą w tej konkurencji halowych mistrzostw krajów bałkańskich w 2019 w Stambule.
Jovančević był mistrzem Serbii w skoku w dal w 2014 i 2018, a także halowym mistrzem swego kraju w biegu na 60 metrów w 2014 i w skoku w dal w 2014, 2018, 2019 i 2020.
Rekordy życiowe Jovančevicia::
- skok w dal (stadion) – 8,05 m (11 września 2020, Berane)
- skok w dal (hala) – 8,03 m (3 marca 2019, Glasgow) – rekord Serbii